# Burg Rosenbeck
Die Burg Rosenbeck (lettisch Rozbeķu pils) ist die Ruine einer ehemals bischöflichen Vasallenburg des Erzbistums Riga. Sie befindet sich am linken Ufer eines Baches beim Dorf Rozula im lettischen Bezirk Cēsis.

## Geschichte
Erstmals urkundlich erwähnt wurde Burg Rosenbeck 1395 im Testament von Waldemar von Rosen. Errichtet wurde sie allerdings früher, da bereits 1372 urkundlich von einem befestigten Platz in Rosenbeck die Rede war, der sich im Besitz von Hennecke von Rosen befand. Erzbischof Johannes V. belehnte 1399 Johann Wildenberg mit dem Gut Rosenbeck, das zu dieser Zeit 5 Pfarreien und 12 Dörfer mit viel Bauernland umfasste.
1419 belehnte Erzbischof Johannes VI. Bertram von Uexküll mit der Burg, der sie zuvor von Claus Kursel gekauft hatte; sie verblieb bis mindestens 1428 im Besitz der Familie Uexküll. 1437 wurde die Burg („dat slod ko Rozenbeke“) an Roloff Persewal und seinem Sohn Jürgen verkauft. 1477 erwarb Wolmar Uexküll von Catharina, der Witwe von Roloff Persewal, die Hälfte der Burg Rosenbeck, genauer „dat kleine Reventer mit der Kirche, die Herberge bei den Gewölben, das Fleischhaus bei der Kapelle, die Achterburg mit den Kammern der Jungfrauen und dem Keller darunter“.
Brant von der Luden verkaufte 1493 die andere Hälfte der Burg zusammen mit den Dörfern Rupsala und Billen für 2500 Mark an Erzbischof Michael. 1498 kauften Bertholomäus und Andreas Patkul einen Anteil an der halben Burg von Wolmar Uexkülls Töchtern.
1518 übergab Erzbischof Jaspar die Burg, die sich mittlerweile offenbar wieder vollständig im Besitz des Erzbistums befand, an Georg Krüdener, Stiftsvogt zu Treyden und Gemahl einer Tochter seines Bruders Gerd Linde, der die Burg noch bis 1538 besaß. Während des Livländischen Krieges zogen 1560 russische Truppen plündernd und brandschatzend durch Livland und zerstörten viele Burgen, darunter auch Rosenbeck. 1597 werden zwei Brüder Krüdener genannt, welche die Burg untereinander aufteilten.
Im Polnisch-Schwedischen Krieg wurde die Burg im Frühjahr 1601 vom schwedischen Herzog Karl von Södermanland besetzt, jedoch wurde sie bereits im Sommer desselben Jahres von Polen-Litauen zurückerobert. Die Zerstörungen waren so umfangreich, dass die Burg nach dem Krieg aufgegeben wurde. Im Zuge der schwedischen Güterreduktion wurde Rosenbeck enteignet und dem schwedischen Reichskanzler Axel Oxenstierna überstellt. Sie wurde aber offenbar einige Jahre später wieder an ihre früheren Besitzer zurückgegeben, da 1663 und 1671 Jürgen Krüdener und seine Witwe Burg Rosenbeck an den Landrat Heinrich von Patkull verkauften.
1767 gelangte sie durch Erbschaft an die Familien von Albedyll, von Rackassowsky und durch Verpfändung an die Familien von Taube und von Laudon.
1872 kaufte Balthasar Baron von Campenhausen Rosenbeck, dessen Sohn es an Max von Sivers verkaufte.
1902 wurden vom Burgenforscher Karl von Löwis of Menar archäologische Ausgrabungen und Vermessungen durchgeführt.

## Beschreibung
Burg Rosenbeck wurde auf einem flachen Hügel errichtet an dessen nördlicher und westlicher Seite sich ein kleiner Bach befand. Aufgrund des nassen und moorigen Geländes auf der Südwest- und Südostseite der Burg lässt sich erahnen, dass dieser Bach im Mittelalter vermutlich aufgestaut war und die Burg so mit einem Wassergraben umgab.
Die Burg selbst war ein rechteckiges Kastell von etwa 70 auf 27 m, umgeben von Burgmauern aus Feldstein-Mauerwerk. Das Tor befand sich an der Nordostseite. In der Nordwestecke befand sich ein kleiner und in der Südwestecke ein großer Rundturm. Der kleinere hatte einen Außendurchmesser von etwa 9,6 m bei einer Mauerstärke von etwa 2,6 m.
Der größere und heute noch erhaltene Turm im Südwesten hatte einen Außendurchmesser von 16,1 m und war auf seinen vier Stockwerken mit mehreren Schießluken in der etwa 3,5 m dicken Mauer ausgestattet. Er beweist mit seinen geräumigen Schießkammern, dass die Burg im letzten Viertel des 15. Jahrhunderts endgültig fertig geworden ist. Dafür spricht auch der Kaufvertrag aus dem Jahre 1477, worin zahlreiche Gebäude innerhalb der Ringmauer genannt werden, darunter eine Kapelle, Remter, Lagerräume, Gemächer für Jungfrauen etc.
An der Ostseite der Burg wurde eine Mühle errichtet, wo man in dem schmalen Wallgraben bequem eine Stauung anlegen konnte.
Heute erhalten sind lediglich der große Kanonenturm im Südwesten sowie einige kleine Mauerreste und Erdhügel.